# Cyrtodactylus kimberleyensis
Espèce
Cyrtodactylus kimberleyensis est une espèce de geckos de la famille des Gekkonidae.

## Répartition
Cette espèce est endémique de l'île d’East Montalivet dans l'archipel des îles Montalivet à 30 km de la côte nord du Kimberley, en Australie occidentale. 
Cyrtodactylus kimberleyensis est la première espèce du genre Cyrtodactylus à être découverte en Australie, en dehors du nord du Queensland.

## Description
L'holotype de Cyrtodactylus kimberleyensis, seul spécimen connu, est une femelle gravide qui mesure 98,4 mm dont 53,3 mm pour la queue, et dont la masse est d'environ 2,5 g.
Ce spécimen a été découvert par Robert Browne-Cooper en 2007 et décrit dans la revue Zootaxa par Aaron Bauer et Paul Doughty en 2012.

## Étymologie
Son nom d'espèce, composé de kimberley et du suffixe latin -ensis, « qui vit dans, qui habite », lui a été donné en référence au lieu de sa découverte.

## Publication originale
- Aaron & Doughty, 2012 : A new bent-toed gecko (Squamata: Gekkonidae: Cyrtodactylus) from the Kimberley region, Western Australia. Zootaxa, n. 3187, p. 32–42 (texte intégral).